# Eurydice affinis
{{Bảng phân loại
| name = Eurydice affinis
| image =
| image caption =
| regnum=Animalia
| familia = Cirolanidae
| classis=Malacostraca
| ordo=Isopoda
| genus = Eurydice
| species = E. affinis
| binomial = Eurydice affinis
| binomial_authority = Hansen, 1905 
Eurydice affinis là một loài chân đều trong họ Cirolanidae. Loài này được Hansen miêu tả khoa học năm 1905.